# Cmentarz żydowski w Orłach (województwo podkarpackie)
Cmentarz żydowski w Orłach – kirkut pochodzi z końca XIX wieku, mieści się pośród łąk na wschód od wsi. W czasie okupacji została zdewastowana przez nazistów i obecnie jej teren jest zarośnięty krzakami. Na kirkucie zachowała się tylko jedna macewa wykonana w pierwszej połowie XX wieku. Cmentarz zajmuje teren o powierzchni 0,2 ha.